# Rosina (rose)
Pour les articles homonymes, voir Rosina.
'Rosina' est un cultivar de rosier miniature obtenu en Espagne en 1951 par le rosiériste Pedro Dot ; c'est dans sa catégorie et sa couleur jaune l'un des rosiers les plus connus.

## Description
'Rosina' est une rose moderne du groupe miniature, issue du croisement 'Eduardo Toda' x 'Rouletii'. 
Le petit buisson très épineux au port érigé s'élève de 20 cm à 30 cm, pour 30 cm d'envergure, avec un feuillage vert foncé et brillant. Ses délicates fleurs jaunes légèrement parfumées en forme de coupe sont semi-doubles (16-30 pétales) et fleurissent en bouquets pendant toute la saison. Cette variété est appréciée des jardiniers en ce qu'elle est résistante aux maladies et supporte l'ombre. Sa zone de rusticité est de 6b à 9b et son pied doit être protégé des hivers froids. Elle peut être cultivée en pot, en rocaille, en couvre-sol. 'Rosina' est aussi fort appréciée des fleuristes pour les fleurs à couper et les pots d'intérieur.